# 구암도서관
구암도서관은 대전광역시 유성구에 있는 도서관이다.

## 연혁
- 2013. 7. 18. 구암도서관 착공
- 2013. 9. 30. 구암도서관 준공
- 2013. 10. 8. 구암도서관 개관

## 시설현황
- 지상4층: 제3열람실(노트북전용)
- 지상3층: 제1열람실 / 제2열람실
- 지상2층: 종합자료실
- 지상1층: 어린이자료실 / 안내실
- 지하1층: 기계실